# Эль-Бувейда
Эль-Бувейда (араб. البويضة‎) — деревня в Сирии, в подрайоне Саламия района (нахия) Саламия в составе мухафаза Хама.
По данным Сирийского Центрального Бюро статистики (ЦБС) на 2004 год, население деревни составляло 174 человека.